# Ivan Vrpoljac
Ivan Vrpoljac (Hrvatska Kostajnica, 9. kolovoza 1930. - Zagreb, 6. kolovoza 2022.), hrvatski odgajatelj, učitelj, nastavnik, pedagog, ravnatelj i prosvjetni djelatnik

## Životopis
Rođen je u Hrvatskoj Kostajnici 9. kolovoza 1930. gdje je završio osnovnu školu i nižu realnu gimnaziju. U Petrinji je pohađao učiteljsku školu, a studij hrvatskog jezika na Višoj pedagoškoj školi i Filozofskom fakultetu u Zagrebu.
Sve 42 godine radnog staža odrađuje u školstvu, što kao odgajatelj (Glina), učitelj, nastavnik, pedagog, te ravnatelj i prosvjetni savjetnik službujući u Hrvatskoj Kostajnici, Sisku i Zagrebu. 
Pokopan je na svoj rođendan 9. kolovoza 2022. godine u Zagrebu. 

## Nagrade i priznanja
Radio je odgovorno i savjesno te je za postignute uspjehe dva puta odlikovan i više puta nagrađivan:
- Orden rada sa srebrnim vijencem 19. studenoga 1970.
- Diploma samoupravljanja, Zagreb 29. studenoga 1979.
- Orden zasluga za narod sa srebrnim vijencem 22.1.1980.
- Godine 1989. primio je nagradu Ivan Filipović, najvišu nagradu za prosvjetnog djelatnika u Republici Hrvatskoj u znak priznanja za rezultate na unaprjeđivanju pedagoške teorije i prakse, Zagreb, 28. listopada 1989.
- Zahvalnica grada Hrvatske Kostajnice, 13. lipnja 2000.
- Zahvalnica Općine Hrvatska Kostajnica za pomoć prognanima 6. kolovoza 1996.
- Zahvalnica HSPD „Sljeme“ Šestine, Zagreb 25. svibnja 2001.